# Lino Guzzella

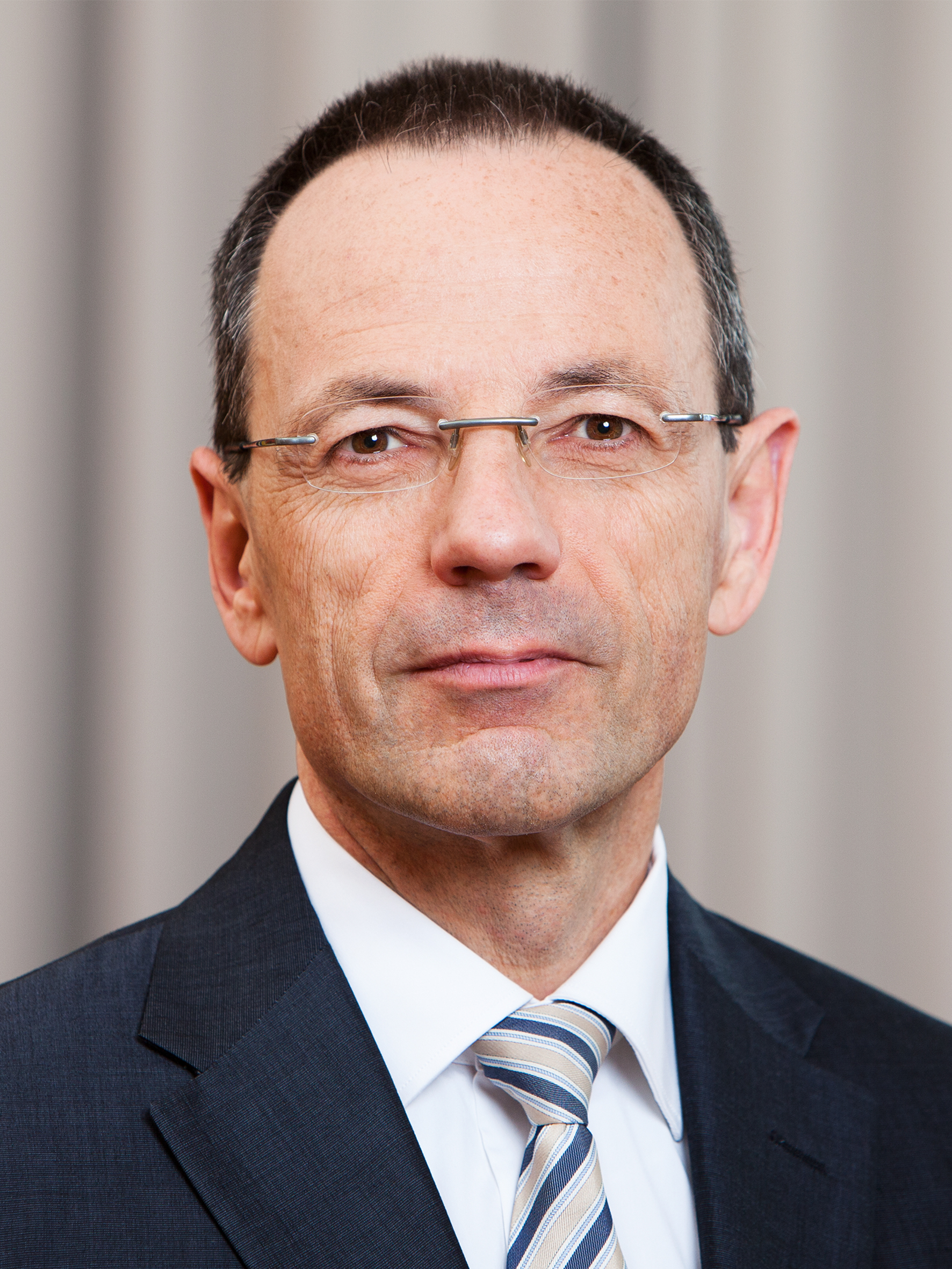
Lino Guzzella (2013)

Lino Guzzella (* 13. Oktober 1957 in Zürich) ist ein schweizerisch-italienischer Ingenieur. Zwischen 1999 und 2023 war er ordentlicher Professor für Thermotronik an der ETH Zürich. Zwischen 2012 und 2014 war er zudem Rektor und von 2015 bis 2019 Präsident der ETH Zürich.

## Werdegang
Guzzella studierte Maschineningenieurwissenschaften an der ETH Zürich und promovierte 1986. Anschliessend ging er in die industrielle Forschung bei der Firma Sulzer AG in Winterthur und übernahm später die Leitung der Entwicklungsabteilung für Mechatronik der Firma Hilti in Schaan. 1993 wurde er Assistenzprofessor an der ETH Zürich im Departement für Maschinenbau und Verfahrenstechnik. Seine Forschungsarbeiten konzentrierten sich vorerst auf die Optimierung von Verbrennungsmotoren. Seit 1999 war Guzzella ordentlicher Professor für sein Fachgebiet. Er forscht zur Modellierung und dynamischen Optimierung von Energiewandlungssystemen, um Verbrauch und Schadstoffemission zu reduzieren. Guzzella wurde 2011 durch die Studierenden seines Fachgebietes an der ETH Zürich die «Goldene Eule» als Auszeichnung für seine Vorlesungen verliehen.
Von 2012 bis 2014 amtete er als Rektor seiner Hochschule. Per Januar 2015 löste er Ralph Eichler als Präsident der ETH Zürich ab. Nach einer Amtsperiode von vier Jahren trat er zurück und übergab sein Amt auf Januar 2019 an Joël Mesot. Er kehrte daraufhin auf seine Professur zurück. 2023 erfolgte seine Emeritierung. Seine Abschiedsvorlesung hielt er am 3. April 2023 an der ETH Zürich.
Lino Guzzella war von 2013 bis 2014 Mitglied des Stiftungsrats der Schweizerischen Studienstiftung. Seit 2021 ist er Verwaltungsratspräsident der Nagra.

## Mitgliedschaften
Guzzella wurde 2009 Fellow der International Federation of Automatic Control (IFAC) und Mitglied der Schweizerischen Akademie der Technischen Wissenschaften. 2011 wurde er Fellow des Institute of Electrical and Electronics Engineers (IEEE). 2017 wurde er zum Mitglied der Academia Europaea gewählt.

## Ehrungen
- Energy Globe Award: Auszeichnung für Nachhaltigkeit im Energiebereich (mit PAC-Car-Team), 2005
- Watt d’Or: Energiepreis Eidgenössisches Departement für Umwelt, Verkehr, Energie und Kommunikation (UVEK), 2007, 2010 und 2014
- Der IEEE Control Systems Society Industry Award for Excellence in Translational Control Research, 2008.
- Die Thomas Hawksley Medaille der Institution of Mechanical Engineers (UK).
- Der Society of Automotive Engineers Arch T. Colwell Merit Award, 2010.

## Veröffentlichungen (Auswahl)
- L. Guzzella, C. Onder: Introduction to Modeling and Control of Internal Combustion Engine Systems. 2. Auflage. Springer Verlag, 2010, ISBN 978-3-642-10774-0.
- L. Guzzella: Analysis and Synthesis of Single-Input Single-Output Control Systems. 3. Auflage.  vdf Hochschulverlag AG, 2011, ISBN 978-3-7281-3386-1.
- L. Guzzella, A. Sciarretta: Vehicle Propulsion Systems - Introduction to Modeling and Optimization. 3. Auflage. Springer Verlag, 2013, ISBN 978-3-642-35913-2.
- J.-J. Santin, C. Onder, J. Bernard, D. Isler, P. Kobler, F. Kolb, N. Weidmann, L. Guzzella: The World’s Most Fuel Efficient Vehicle – Design and Development of Pac-Car II. vdf Hochschulverlag AG, 2007, ISBN 978-3-7281-3134-8.
- L. Guzzella, Ch. Niedermann: Homo faber multifunktional (Ingenieurberuf). In: Neue Zürcher Zeitung. 30. Mai 2012, S. B5.